# ウラジミール・プーチンの家族
2000年から2008年、2012年から現在に至るまでロシア連邦大統領を務めるウラジーミル・プーチンの家族は、ロシアの農民出身である。ゴーリキのコックだったスピリドン・プーチン（1879年-1965年）の息子のウラジーミル（1911年-1999年）は第二次世界大戦で戦った。孫のウラジーミル（1952年生）はKGBとFSBでキャリアを積み、1999年にロシア首相に就任し、2000年から2008年にかけては大統領を務め、さらに2012年以降も大統領に復帰している。

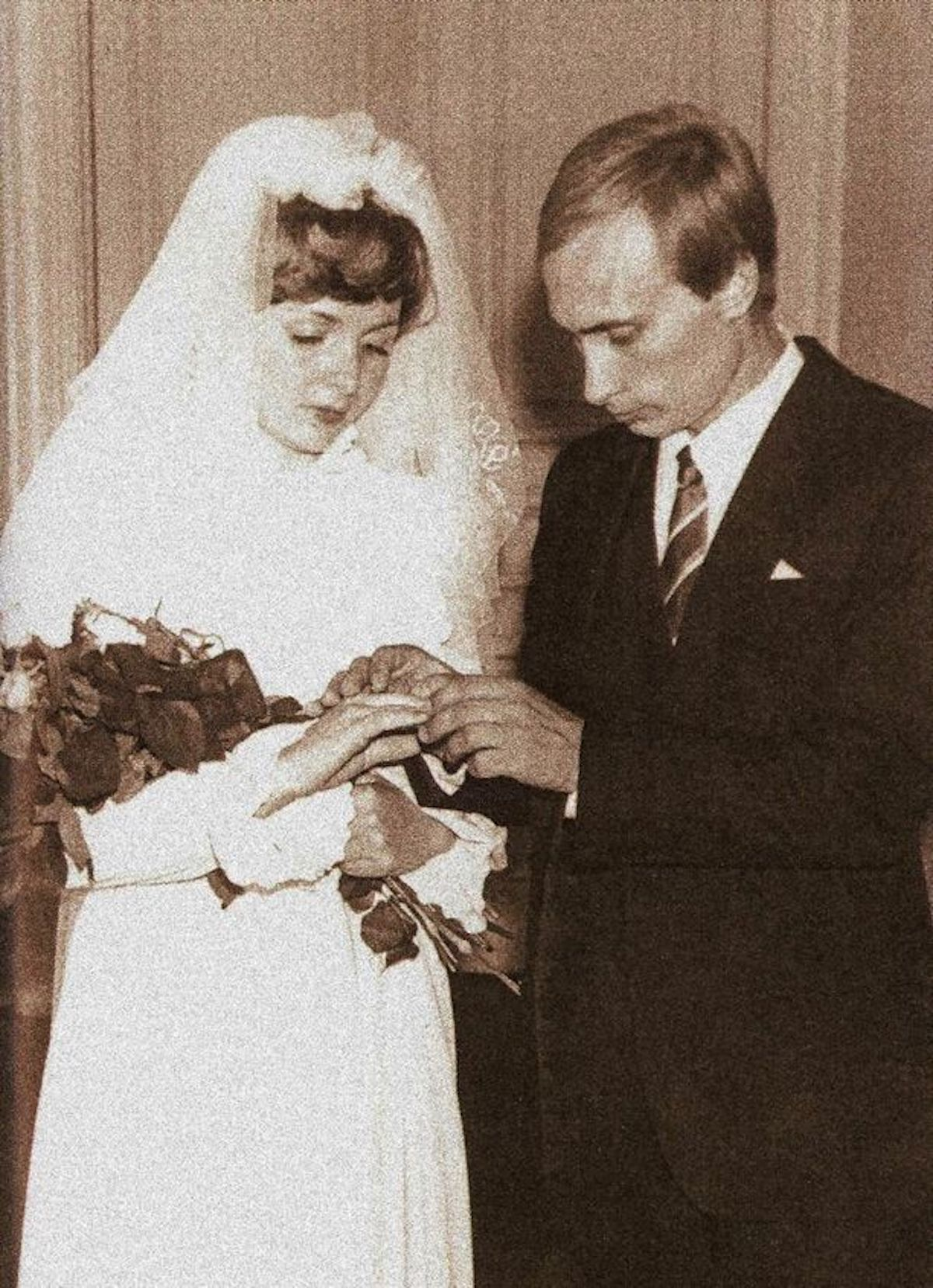
プーチンの結婚式（1983年）

1983年にプーチンはリュドミラ・アレクサンドロヴナ・シュクレブネワと結婚し、娘のマリーヤ（1985年生）とカテリーナ（1986年生）をもうけた。2014年までにプーチンは離婚した。

## 起源
プーチン家とその親族（シェロモフ家、チュルサノフ家、ブヤノフ家、フォミン家など）は少なくとも17世紀以降はトヴェリ地方の農民であった。ウラジーミル・プーチンの最も古い祖先は1627年-1628年にかけてこの地区に記録が残っている。

## ウラジーミル・プーチンの結婚
1983年、ウラジーミル・ウラジーミロヴィチ・プーチンはリュドミラ・アレクサンドロヴナ・シュクレブネワ（後にレニングラード大学言語学部卒業、ドイツ語教師）と結婚した。1985年に長女のマリーヤ、1986年に二女のカテリーナが生まれた。両者はともに夫婦の祖母にちなんで名付けられた。姉妹はサンクトペテルブルクでドイツ語を学んだ後、モスクワのドイツ大使館付属ハース学校で2年学んだ。
2000年以降は安全上の理由から姉妹は完全に自宅学習に切り替えた。2人はフィットネスと武術の授業を受けたほか、英語、ドイツ語、フランス語に堪能で、さらにカテリーナは朝鮮語も理解できる。
2013年6月6日、プーチンとリュドミラの結婚生活が終わったことが発表され、2014年4月1日にクレムリンは離婚成立を明かした。

## 関連文献
- Геворкян Н. П., Тимакова Н. А., Колесников А. И. (2000). От первого лица. Разговоры с Владимиром Путиным. Вагриус. ISBN 5-264-00257-6